# Semiothisa tunesiella
Semiothisa tunesiella är en fjärilsart som beskrevs av Lucas 1949. Semiothisa tunesiella ingår i släktet Semiothisa och familjen mätare. Inga underarter finns listade i Catalogue of Life.